# دوريان ديرفيت
دوريان ديرفيت (بالفرنسية: Dorian Dervite)‏، من مواليد 25 يوليو 1988 في ليل في فرنسا، لاعب كرة قدم فرنسي.
بدأ مسيرته الكروية مع نادي ليل في موسم 2005/2006، وفي عام 2006 انتقل إلى نادي توتنهام هوتسبر الإنجليزي.

## روابط خارجية
- دوريان ديرفيت على موقع قاعدة بيانات كرة القدم.إي يو (الإنجليزية)
- دوريان ديرفيت على موقع Soccerbase.com (لاعب) (الإنجليزية)
- دوريان ديرفيت على موقع Soccerway.com (الإنجليزية)
- دوريان ديرفيت على موقع كووورة